# South Nyack
South Nyack è un villaggio degli Stati Uniti d'America, situato nello stato di New York, nella contea di Rockland.